# Pseudogyrtona albicornea
Pseudogyrtona albicornea là một loài bướm đêm trong họ Noctuidae.